# Coelichneumon klapperichi
Coelichneumon klapperichi är en stekelart som beskrevs av Heinrich 1957. Coelichneumon klapperichi ingår i släktet Coelichneumon och familjen brokparasitsteklar. Inga underarter finns listade i Catalogue of Life.